# Zanzottera MZ 34
 (avril 2025).
Si vous disposez d'ouvrages ou d'articles de référence ou si vous connaissez des sites web de qualité traitant du thème abordé ici, merci de compléter l'article en donnant les références utiles à sa vérifiabilité et en les liant à la section « Notes et références ».
Le MZ313 ou MZ34 est un moteur à explosion à refroidissement par air.
À l'origine moteur de paramoteur monocylindre, 2 temps, il est également utilisé sur de petits ULM monoplace